# グランザイム
グランザイム（英: granzyme）は、細胞傷害性T細胞やNK細胞の細胞質顆粒から放出されるセリンプロテアーゼである。グランザイムは標的細胞にプログラム細胞死（アポトーシス）を誘導し、発がん性細胞やウイルス・細菌が感染した細胞を除去する。グランザイムは細菌を殺す作用やウイルスの複製を防ぐ作用も持つ。

## 機能
NK細胞やT細胞では、グランザイムはパーフォリンと共に細胞傷害性顆粒に詰め込まれている。グランザイムは粗面小胞体、ゴルジ体、トランスゴルジ網にも存在する。細胞傷害性顆粒の内容物は、標的細胞の細胞質基質へのグランザイムの進入を可能にする機能を果たす。顆粒は標的細胞との間で形成された免疫シナプスへ放出され、そこでパーフォリンは標的細胞のエンドソーム、そして最終的には細胞質基質へのグランザイムの送達を媒介する。グランザイムはセリンエステラーゼファミリーに属し、好中球エラスターゼやカテプシンGなど、自然免疫細胞が発現する免疫関連セリンプロテアーゼと密接に関連している。グランザイムBはカスパーゼ（特にカスパーゼ-3）を切断して活性化することでアポトーシスを活性化する。カスパーゼは多くの基質を切断し、CAD（caspase-activated DNase）などを活性化して細胞死を引き起こす。グランザイムはBidも切断する。BidはBaxやBakをリクルートしてミトコンドリア膜の透過性を変化させ、シトクロムc（アポトソームを介したカスパーゼ-9の活性化に必要）、Smac/Diablo、Omi/HtrA2（アポトーシス阻害因子（IAP）の抑制）やその他のタンパク質の放出を引き起こす。また、グランザイムBはカスパーゼ活性が存在しない場合にアポトーシスを担うタンパク質の多くを切断する。その他のグランザイムもカスパーゼ依存的・非依存的機構によって細胞死を活性化する。
グランザイムは標的細胞を死滅させるだけでなく、細胞内の病原体を標的化して死滅させることもできる。グランザイムA、Bは電子伝達系の構成要素を切断することで細菌に致死的なレベルの酸化損傷を誘導し、またグランザイムBはウイルスタンパク質を切断してウイルスの活性化と複製を阻害する。グランザイムはDNAやRNAにも直接結合し、これによって核酸結合タンパク質の切断効率を高める。
近年、グランザイムはT細胞だけでなく、樹状細胞、B細胞、マスト細胞など他の免疫細胞でも発現していることが示されている。さらに、グランザイムはケラチノサイト、肺細胞、軟骨細胞など非免疫細胞でも発現している可能性がある。こうした細胞の多くはパーフォリンを発現したり免疫シナプスを形成したりはしないため、グランザイムBは細胞外に放出される。細胞外のグランザイムBは炎症の調節不全や慢性炎症と関係した疾患部位の細胞外空間に蓄積し、細胞外マトリックスタンパク質の分解や組織の治癒・リモデリングの障害をもたらす場合がある。細胞外のグランザイムBはアテローム性動脈硬化、動脈瘤、血管漏出、慢性創傷、皮膚の老化への関与が示唆されている。

## 歴史
1986年、Jürg Tschoppらの研究グループはグランザイムの発見に関する論文を発表した。その論文では、細胞傷害性T細胞やNK細胞に含まれる細胞溶解性顆粒内に存在するさまざまなグランザイムの発見、精製法、特性解析についての議論が行われた。8種類の異なるグランザイムが発見され、それぞれアミノ酸配列が部分的に決定された。これらの分子は非公式にグランザイム（granzyme）と命名されたが、その名称は数年後には科学コミュニティに広く受け入れられた。

## その他の機能
グランザイムAは現在感染症を抱えている、もしくは炎症誘発状態にある患者で増加していることが知られており、グランザイムは炎症応答の開始を補助することが知られている。一例として、関節リウマチの患者では、腫脹した関節の滑液中のグランザイムA濃度が上昇している。敗血症を起こした患者ではグランザイムKなど他のグランザイムも高レベルで存在する。グランザイムBとグランザイムHはウイルスタンパク質を直接標的化して分解し、ウイルスの複製を制限することが示されている。
グランザイムは免疫調節、すなわち感染時の免疫系の恒常性の維持にも関与している可能性がある。感染時や感染後のリンパ球プールの制御には、活性化誘導細胞死（AICD）によるCD4+T細胞の除去が必要である。通常AICDはFasを介した経路によって行われるが、この経路が機能しない場合にはパーフォリンとグランザイムによって促進されている可能性がある。
また、グランザイムAはB細胞の増殖を引き起こすとともに、細胞外マトリックスを切断し、T細胞やNK細胞の遊走を促進する。

## がん研究
免疫監視（immune surveillance）は、前がん状態の細胞や悪性細胞が免疫系に損傷として認識され、除去の標的となる過程である。一方、腫瘍は免疫抑制作用のあるTGF-βを分泌することで免疫監視を回避する。TGF-βはT細胞の増殖と活性化を阻害するため、TGF-βの産生は腫瘍が用いる免疫回避の最も強力な機構の1つとなっている。TGF-βはパーフォリン、グランザイムA、グランザイムBを含む5種類の細胞傷害性遺伝子の発現を阻害し、T細胞を介した腫瘍消失を阻害する。
p53とパーフォリンのダブルノックアウトマウスでは、パーフォリン単独ノックアウトマウスと比較して、リンパ腫はより早期に発生するものの、発生率の増加は見られない。このことはp53よりもパーフォリンがリンパ腫の監視に重要な役割を果たしていることを示唆している。パーフォリン/グランザイムシステムはリンパ腫の防止に重要な役割を果たしているようである。

## 遺伝子
- グランザイムA - GZMA
- グランザイムB - GZMB
- グランザイムH（英語版） - GZMH
- グランザイムK（英語版） - GZMK
- グランザイムM（英語版） - GZMM